# V777 Геркулеса
V777 Геркулеса (лат. V777 Herculis) — одиночная переменная звезда в созвездии Геркулеса на расстоянии приблизительно 140 световых лет (около 43,1 парсек) от Солнца. Видимая звёздная величина звезды — от +13,57m до +13,54m.
Открыта Дональдом Эрлом Уингетом в 1982 году*.

## Характеристики
V777 Геркулеса — белый карлик, пульсирующая переменная звезда типа V777 Геркулеса (ZZB) спектрального класса DB, или DB2. Масса — около 0,56 солнечной. Эффективная температура — около 24937 K*.